# 미셸 크루지
미셸 크루직(영어: Michelle Krusiec, 중국어: 楊雅慧, 1974년 10월 2일 ~ )은 미국의 배우, 작가, 제작자이다.

## 출연 작품

### 영화
- 닉슨 (1995)
- 펌프킨 (2002)
- 스위트 알라바마 (2002)
- 대디 데이 케어 (2003)
- 덤 앤 더머: 해리가 로이드를 만났을 때 (2003)
- 듀플렉스 (2003)
- 세이빙 페이스 (2004)
- 커스드 (2005)
- 남경 (2007)
- 라스베가스에서만 생길 수 있는 일 (2008)
- Take Me Home (2011)
- 비밀스러운 초대 (2015)
- 어 밀리언 마일즈 어웨이 (2023) - 미스 영 역

### 텔레비전
- 콜드 케이스 (2004)